# Monnina crepinii
Monnina crepinii är en jungfrulinsväxtart som beskrevs av Chod., Th. Dur. och Pitt.. Monnina crepinii ingår i släktet Monnina och familjen jungfrulinsväxter. Inga underarter finns listade i Catalogue of Life.